# Tatarhüyük, Bala
Tatarhüyük là một xã thuộc huyện Bala, tỉnh Ankara, Thổ Nhĩ Kỳ. Dân số thời điểm năm 2011 là 69 người.